# SUN-IN MORNING
『SUN-IN MORNING』（サンイン・モーニング）は、エフエム山陰で平日の朝に放送される番組。2019年4月1日から放送開始。放送時間は平日 7:30 - 9:00。

## 概要
2011年3月まで朝ワイドとしては『V-air朝ピタ!〜START ME UP』を7:30 - 9:00に放送していたが、それを終了させ、10:00 - 10:30の『ちぇけら♪』へと大幅縮小させた。後番組として当時放送されていた『サニーサイドアップ』・『ライフインスポーツ』・『ウェザーリポート』と新規にネットするJFNCの帯番組を『中西哲生のクロノス』に内包させる形で放送、また『トラフィックリポート』・『読売新聞ニュース』を単独番組とし、8:30から『OH! HAPPY MORNING』をネットする形に改めた。
2016年4月からは『OH! HAPPY MORNING』の放送時間を大幅拡大して対応する一方、金曜のみ『ぷれぜんGOLD』という形で自社制作番組が復活した。
2019年4月より、正式に帯番組という形で自社制作のワイド番組が復活した。番組のキャッチフレーズは『気持ちいい朝のひと時を、ご一緒に。』。本番組で流している音楽は全て洋楽であるのが大きな特徴で、邦楽・洋楽を問わず流していることが多いJFN系列の朝ワイド番組では珍しい存在である。

## パーソナリティ
- 比和谷恭子（月曜・火曜担当）
- ACHI（水曜 - 金曜担当）
  - 2019年4月 - 2023年3月は月曜・火曜担当

### 過去のパーソナリティ
| 期間      | 期間      | 月曜・火曜 | 水曜 - 金曜 |
| --------- | --------- | ---------- | ----------- |
| 2019.4.1  | 2021.9.30 | ACHI       | 角秀一      |
| 2021.10.1 | 2023.3.31 | ACHI       | 稲田茂      |
| 2023.4.3  | 現在      | 比和谷恭子 | ACHI        |

## タイムテーブル
- 7:30 - オープニング
- 7:36 - 山陰エリアのニュース
- 7:50 - Words Of Wisdom -ときめく、言葉-
- 7:55 - ウェザーリポート
- 8:00 - Aラインネット枠（「ONE MORNING」の8時台コーナー番組）
  - 8:00 - SUZUKI TODAY'S KEY NUMBER
  - 8:09 - ルートインホテルズ 今日のスポーツ
  - 8:10 - Letter for the next
- 8:20 - トラフィックリポート
- 8:25 - 読売新聞ニュース（日本海テレビが協力）
- 8:30 - ACHIのセブン-イレブン PREMIUM MORNING（火曜）
- 8:40 - 天気予報
- 8:50 - 快適生活ラジオショッピング
- 8:55 - エンディング（V-air ツキ押し WP）